# Приозёрный (Крым)
Приозёрный (до 1960-х годов Кали́новка; укр. Приозерний, крымскотат. Priozörnıy, Призёрный) — исчезнувший посёлок в Сакском районе Республики Крым (согласно административно-территориальному делению Украины — Автономной Республики Крым), располагавшееся в центре района, в степной части Крыма, примерно в полутора километрах северо-восточнее современного села Куликовка.

## История
Поселение, судя по доступным источникам, было основано в 1920-х годах, поскольку впервые встречается в Списке населённых пунктов Крымской АССР по Всесоюзной переписи 17 декабря 1926 года, согласно которому на хуторе Калиновка, в составе упразднённого к 1940 году Темешнского сельсовета Евпаторийского района, числилось 7 дворов, все крестьянские, население составляло 29 человек, из них 19 украинцев, 9 белорусов и 1 русский. Постановлением Президиума КрымЦИКа «Об образовании новой административной территориальной сети Крымской АССР» от 26 января 1935 года был создан Сакский район и селение включили в его состав. Селение отмечалось на километровой карте Генштаба Красной армии 1941 года, составленной по более ранним источникам и на двухкилометровке РККА 1942 года. Посёлок Калиновка была переименована в Приозёрный в период с 1960 года, когда она ещё числилась в составе Охотниковского сельсовета, по 1968 год, когда уже Приозёрный записан в составе Митяевского сельсовета (согласно справочнику «Крымская область. Административно-территориальное деление на 1 января 1968 года» — с 1954 по 1968 годы). Указом Президиума Верховного Совета УССР «Об укрупнении сельских районов Крымской области», от 30 декабря 1962 года село присоединили к Евпаторийскому району. 1 января 1965 года, указом Президиума ВС УССР «О внесении изменений в административное районирование УССР — по Крымской области», Евпаторийский район был упразднён и село включили в состав Сакского (по другим данным — 11 февраля 1963 года). Ликвидирован в период с 1968 года по 1977, когда уже значился в списках упразднённых.